# Aurel Baranga
Aurel Baranga (1913 - 1979) és el pseudònim del poeta i dramaturg romanès Aurel Leibovici.

## Obra dramàtica
- Sfintul Mitica Blajinu. 1965
- Bal la Fagadau. 1946
- Recolta de aur (La collita d'or). 1949
- Mielul turbat. 1952
- Arcul de triumf (L'arc de triomf). 1954